# Die vermisste Frau
Die vermisste Frau ist eine deutsche Komödie von Horst Sczerba aus dem Jahr 2016, die auf dem Festival des deutschen Films uraufgeführt wurde. Im Fernsehprogramm wurde der Film erstmals am 2. Februar 2018 im Ersten ausgestrahlt.

## Handlung
Karen schreibt einen Abschiedsbrief an ihren Mann. Sie möchte sich das Leben nehmen, damit ihr Georg mit dem Geld der Lebensversicherung seine finanziellen Probleme lösen kann. Dieser hat Spielschulden und wird von Geldeintreibern unter Druck gesetzt. Doch Karen bringt es nicht fertig und steigt im strömenden Regen zu einem Fremden ins Auto, der sie in ein Motel bringt. Der Fremde ist ein Auftragskiller namens Bruno, den Georg angeheuert hat, um Karen wegen der Lebensversicherung zu beseitigen. Georg ist davon überzeugt, dass Bruno für den Abschiedsbrief und das Verschwinden seiner Frau verantwortlich sei, und freut sich schon auf die eine Million Euro der Lebensversicherung – dazu bedarf es nur noch der Leiche.
Bruno empfindet Sympathie für Karen, deswegen hat er ihr nichts angetan. Karen hat unterdessen Sehnsucht nach Georg und geht zu ihrem gemeinsamen Haus. Dort sieht sie zunächst, wie Georg mit der jungen Prostituierten Mona im Bett liegt. Karen spricht ihn darauf an, er spricht von einer flüchtigen Affäre. Doch Georg versucht schließlich, Karen dazu zu bewegen, ins Wasser zu gehen, sodass ihr letztlich klar wird, was sein Plan war. Es kommt zu einem Kampf zwischen beiden, bis Bruno dazukommt und seinen Auftraggeber Georg bittet, zu verschwinden. Im Gespräch mit Bruno werden Karen die Hintergründe klar und es entsteht in ihr der Wunsch nach Rache, den sie mit Bruno umsetzen möchte.
Karen trifft sich noch einmal mit Georg und sagt ihm, sie werde sich aus Liebe zu ihm umbringen. Später amputiert sie sich selbst einen Finger. Als dieser in dem Gewässer vor ihrem Haus gefunden wird, spricht dies für den Tod von Karen, die nach ihrem Suizid wohl in eine Schiffsschraube geraten ist. Georg lässt sich das Geld von der Versicherung auszahlen und möchte spontan mit Mona eine Spritztour machen. Diese ist jedoch von Bruno dafür bezahlt worden, mit Georg in den Wald zu fahren. Bruno wartet schon auf Georg und bringt ihn und den Geldkoffer zu Karen, die ihn schließlich erschießt.
Durch einen von Bruno mit dem Vertreter der Lebensversicherung eingegangenen Deal erhält Karen wegen Georgs Ableben jetzt eine weitere Million, von der Vertreter Arenz für sich die Hälfte behält. Dieser feiert anschließend den Geldsegen mit Mona bei sich zu Hause. Mona lässt Bruno ins Haus, dieser erschießt Arenz und wird kurz danach selbst von Mona erschossen. Als Mona das Haus verlässt, wird sie von ihren Zuhältern im Cabrio abgeholt. Der Zuschauer sieht, wie Mona auf der Rückbank eine Waffe zieht und in einer nächsten Szene allein am Steuer des Cabrios sitzt. Karen geht mittlerweile wieder ihrer gewohnten Arbeit als Orthopädietechnikerin nach.

## Produktion
Der Film wurde vom 1. September 2015 bis zum 3. Oktober 2015 in Berlin und Umgebung gedreht.

## Rezeption

### Kritiken
Das Lexikon des internationalen Films vergibt für den Film 3 von 5 Sternen. Die Redaktion schreibt: „Der ambitionierte (Fernseh-)Thriller entfaltet sich mit deutlichen Ansätzen zur schwarzen Komödie als stilistisch ausgefeilter Spannungsfilm. Obwohl nicht jeder groteske Einfall gelungen ist, bietet das originelle Szenario dem glänzenden Darstellertrio dankbare Steilvorlagen.“
Rainer Tittelbach bewertet den Film in seiner Besprechung auf tittelbach.tv mit insgesamt 5 von 6 Sternen. Der Kritiker bezeichnet die Film als „echte Rarität in Zeiten, in denen immer weniger Einzelstücke produziert werden“. Es handele sich um eine Thrillerkomödie, in der es den Menschen an Moral fehle und sie trostlose Beziehungen pflegten. Die eingesetzten Elemente wie Film-Noir-like Geschlechterkampf, Lakonie in Bild und Dialog oder Twists zum Ende des Films würde man sonst nur aus dem Kino kennen. Elemente wie bei den Coen-Brüdern oder Alfred Hitchcock. Dies würde durch tolle Besetzung entsprechend umgesetzt. Corinna Harfouch und Ulrich Matthes stünden sich da in nichts nach. Jörg Hartmann wandele hingegen auf dem „schmalen Grat zwischen Komik und Ernsthaftigkeit.“ Mit ihrer Arbeit sorgten Regisseur Sczerba und Kameramann Bogdanski für den „richtige[n] Unterboden für ein vielschichtiges Spiel“.
Matthias Hannemann schreibt in seiner Kritik in der Frankfurter Allgemeinen Zeitung, man solle den Film vor allem wegen Corinna Harfouch einschalten. Auch wenn die Rolle zu naiv angelegt sei; zu sehen, wie sie sich „von einer liebenden, aufopferungswilligen Ehefrau in einen Racheengel verwandelt […] ist dank Corinna Harfouch denn doch ein gehöriger Spaß.“ Jörg Hartmann würde im Verlauf des Films zusehends Richtung Klamauk kippen, wodurch der Film an innerer Spannung verliere, Regisseur Horst Sczerba zum Schluss zu viele Wendungen einbauen. Atmosphärisch würde der Film aufgrund der Arbeit von Kameramann Bogdanski etwas hermachen.

### Einschaltquote
Die Erstausstrahlung von Die vermisste Frau im Ersten am 2. Februar 2018 sahen insgesamt 3,77 Millionen Zuschauer. Dies bedeutete einen Marktanteil von 11,3 %.